# Hacılar, Karlıova
Hacılar là một xã thuộc huyện Karlıova, tỉnh Bingöl, Thổ Nhĩ Kỳ. Dân số thời điểm năm 2010 là 1.376 người.